# Applied Clay Science
Applied Clay Science (abrégé en Appl. Clay Sci.) est une revue scientifique à comité de lecture qui publie des articles de recherches concernant l'étude des argiles.
D'après le Journal Citation Reports, le facteur d'impact de ce journal était de 3,890 en 2018. Actuellement, le directeur de publication est G. Lagaly.